# مارغريت أ. بروير
مارغريت أ. بروير (بالإنجليزية: Margaret A. Brewer)‏ هي ضابطة أمريكية، ولدت في 1 يوليو 1930 في ميشيغان في الولايات المتحدة، وتوفيت في 2 يناير 2013 في سبرينغفيلد (فرجينيا) في الولايات المتحدة.